# Брайант, Эдвин
Э́двин Фрэ́нсис Бра́йант (англ. Edwin Francis Bryant; род. 31 августа 1957, Италия) — британский индолог, профессор религии Ратгерского университета.

## Ранние годы
Родился 31 августа 1957 года в Италии в семье британского дипломата. Детство и юность провёл в Италии (1957—1961), ФРГ (1964—1967), на Тайване (1967—1970), в Заире (1970—1973), Нигерии (1973—1975), Франции (1975—1976) и Израиле (1977—1978). В 1976 году поступил в Манчестерский университет, но спустя год бросил учёбу. В 1978—1979 годах совершил путешествие по суше из Европы в Индию, побывав в Египте, Турции, Иране, Афганистане и Пакистане. В 1979—1984 годах жил в Индии, а в 1984—1985 годах — в Бахрейне.

## Образование и профессиональная деятельность
В 1986—1989 годах учился в Школе восточных и африканских исследований Лондонского университета, затем продолжил обучение в Колумбийском университете в США, где в 1992 году получил степень бакалавра по культуре и языкам Среднего Востока и Азии. В 1994 году в том же университете получил учёные степени магистра искусств и магистра философии, а в 1997 году защитил докторскую диссертацию по индийским языкам и культуре. В 1997—2000 годах преподавал в Центре изучения мировых религий Гарвардского университета. В 2001 году занял должность ассоциированного профессора (доцента) религии в Ратгерском университете в Нью-Джерси. С 2010 года занимает должность профессора религии в том же университете. Преподаёт индуизм и индуистскую философию.
Эдвин Брайант является автором нескольких десятков статей и шести книг на тему индуизма, йоги и кришнаизма. Наиболее известной работой Брайанта является монография The Quest for the Origins of Vedic Culture опубликованная издательством Оксфордского университета в 2001 году. Согласно Д. П. Мэллори в этой книге Брайант «систематически выявляет логически слабые аргументы» обеих сторон в дебатах о происхождении индоариев. Мэллори утверждает, что «это не только важная работа в области индоарийских исследований, но и давно ожидаемый призыв к честной игре в научной среде».
В 2003 году Брайант выпустил перевод с санскрита части «Бхагавата-пураны», в которой содержится описание истории Кришны. Книга была опубликована издательством Penguin Books под названием «Krishna: The Beautiful Legend of God». В 2007 году Брайант завершил работу над новым переводом с санскрита «Йога-сутр» Патанджали с комментариями. В 2009 году эта работа была опубликована издательством North Point Press как «The Yoga Sūtras of Patañjali (With Insights from the Traditional Commentators)».

## Сфера научных интересов
Цивилизации Индийского субконтинента, индийские религии, культура и история Индии, древние и современные индийские языки и диалекты, индуизм, культура Среднего Востока, сравнительное религиоведение.

## Личная жизнь
Эдвин Брайант является последователем гаудия-вайшнавизма. Он получил духовное посвящение в этой традиции и духовное имя на санскрите Адвайта Даса. Более 35 лет занимается йогой. Часто бывает в Индии. Много путешествует, выступая перед западной аудиторией с лекциями по йоге. Несколько раз давал семинары в России. Кроме английского, свободно владеет хинди, итальянским и французским языками.

### Монографии и переводы
- Edwin F. Bryant. The Quest for the Origins of Vedic Culture: The Indo-Aryan Migration Debate (англ.). — Oxford; New York: Oxford University Press, 2001. — xi, 387 p. — ISBN 0195137779, ISBN 0195169476 (pbk.).
- Edwin F. Bryant. Krishna: The Beautiful Legend of God; Śrīmad Bhāgavata Purāṇa, Book X; with chapters 1, 6 and 29-31 from Book XI / Translated with an introduction and notes by Edwin F. Bryant. — London: Penguin Books, 2003. — xxxi, 515 p. — ISBN 0140447997.
- Edwin F. Bryant. The Yoga Sūtras of Patañjali: A New Edition, Translation, and Commentary with Insights from the Traditional Commentators. — New York: North Point Press, 2009. — xvii, 598 p. — ISBN 0865477361.

### Сборники статей (редактор-составитель)
- Edwin F. Bryant, Maria L. Ekstrand. The Hare Krishna Movement: The Postcharismatic Fate of a Religious Transplant. — New York: Columbia University Press, 2004. — xix, 448 p. — ISBN 023112256X.
- Edwin F. Bryant, Laurie L. Patton. Indo-Aryan Controversy: Evidence and Inference in Indian History. — London: Routledge, 2005. — 522 p. — ISBN 0700714626 (cased), ISBN 0700714634 (pbk.).
- Edwin F. Bryant. Krishna: A Sourcebook (англ.). — Oxford; New York: Oxford University Press, 2007. — xiv, 575 p. — ISBN 0195148916 (hbk.) ISBN 0195148924 (pbk.).

### Статьи и главы в книгах
- Edwin F. Bryant. A response to Questioning the Aryan Invasion Theory and Revising Ancient Indian History by Klaus Klostermaier, ICJ Vol. 6, No. 1 (недоступная ссылка — история) // ISKCON Communications Journal. — 1998. — Вып. 6, № 2.
- Edwin F. Bryant. The Indo-Aryan Invasion Debate: The Logic of the Response // Karlene Jones-Bley Proceedings of the Tenth Annual UCLA Indo-European Conference. — Washington, DC: Institute for the Study of Man, 1999. — С. 205—228. — ISBN 0941694704.
- Edwin F. Bryant. Linguistic Substrata and the Indigenous Aryan Debate // Johannes Bronkhorst, Madhav Deshpande Aryan and Non-Aryan in South Asia: Evidence, Interpretation, and Ideology. — Columbia, MO: South Asia Books, 1999. — С. 59—84. — ISBN 1888789042.[11]
- Edwin F. Bryant. Disput um die Vergangenheit. Indoarische Ursprunge und Moderner Nationalistischer Diskurs // M. Bergunder, Rahul P. Das 'Arier' und Dravidien. — 2002. — С. 206—231.
- Edwin F. Bryant. The Date and Provenance of the Bhagavata Purana and the Vaikuntha Perumal Temple // Journal of Vaishnava Studies. — 2002. — Вып. 11, № 1. — С. 51—80. — ISSN 1062-1237.
- Edwin F. Bryant. Il dibattito sulle origini della civiltà indiana // Federico Squarcini Verso l'India oltre l'India: scritti e ricerche sulle tradizioni intellettuali sudasiatische. — Milano: Mimesis, 2002. — С. 333—350. — ISBN 8884830613.
- Edwin F. Bryant. Somewhere in Asia and No More,' Response to 'Indigenous Indo-Aryans and the Rigveda' by Kazanas // Journal of Indo-European Studies. — 2003. — Вып. 30, № 3—4. — С. 341—353. — ISSN 0092-2323.
- Edwin F. Bryant. Hare Krishna Movement // Gary Laderman, Luis D. León Religion and American Cultures: An Encyclopedia of Traditions, Diversity, and Popular Expressions. — Santa Barbara, CA: ABC-CLIO, 2003. — Т. 2. — С. 110—112. — ISBN 157607238X.
- Edwin F. Bryant. The Song Goes Ever On: A Brief Look at the Uddhava Gītā // Journal of Vaishnava Studies. — 2003. — Вып. 12, № 1. — С. 15—24. — ISSN 1062-1237.
- Edwin F. Bryant. The Yoga Sutras of Patanjali. Verses III & IV // Namarupa: Categories of Indian Thought. — 2004. — С. 36—37. — ISSN 1559-9817.
- Edwin F. Bryant. Was the Author of the Yoga Sūtras a Vaishnava? // Journal of Vaishnava Studies. — 2005. — Вып. 14, № 1. — С. 7—28. — ISSN 1062-1237.
- Edwin F. Bryant. Strategies of Vedic Subversion: The Emergence of Vegetarianism in Post-Vedic India // Paul Waldau, Kimberley Patton A Communion of Subjects: Animals in Religion, Science, and Ethics. — New York: Columbia University Press, 2006. — С. 194—203. — ISBN 0231136420.
- Edwin F. Bryant. Inside the Yoga Tradition // Integral Yoga Magazine. — 2007. — С. 18—20. — ISSN 0161-1380.
- Edwin F. Bryant. Inside the Bhagavad Gita // Integral Yoga Magazine. — 2007. — С. 10—12. — ISSN 0161-1380.
- Edwin F. Bryant. Inside the Vedanta Sutras // Integral Yoga Magazine. — 2007. — С. 10—13. — ISSN 0161-1380.
- Edwin F. Bryant. The Yoga Sutras of Patanjali. Verses V-VII // Namarupa: Categories of Indian Thought. — 2007. — Вып. 6. — С. 82—85. — ISSN 1559-9817.
- Edwin F. Bryant. Krsna's Lila and the practice of Bhakti Yoga in the Bhagavata Purana // Namarupa: Categories of Indian Thought. — 2007. — Вып. 5. — С. 42—49. — ISSN 1559-9817.
- Edwin F. Bryant. Introduction // Edwin F. Bryant Krishna: A Sourcebook. — Oxford; New York: Oxford University Press, 2007. — С. 4—20. — ISBN 0195148916.
- Edwin F. Bryant. Krishna in the Tenth Book of the Bhagavata Purana // Edwin F. Bryant Krishna: A Sourcebook. — Oxford; New York: Oxford University Press, 2007. — С. 111—136. — ISBN 0195148916.
- Edwin F. Bryant. The Indo-Aryan Invasion Debate // The I-E Language Family: Pre-Historical Reality of Linguistic Fabrication? (Monograph of the Journal of IE Studies). — 2009. — С. 4.1—4.32.